# جانيبك خان
أبو سَعيد جانيبِك بَهادر خان بن باراك سلطان (بالقازاقية: Әбу Саид Жәнібек Баһадүр хан бин Барақ сұлтан)‏، يعرف إختصارًا بـ (جانيبك خان)، أحد مؤسسي خانية القازاق والحاكم الثاني لها خلفًا لقريبه الحاكم الأول كيري خان، يرجح أن حكمه استمر قرابة 7 أعوام.

## حياته
بداية حياته مجهولة فلا تسجيلات عن حياته قبل عام 1450م لكن يعتقد بأنه ولد في عام 1428م، والده هو باراك خان [الإنجليزية] الذي تزعم القبيلة الذهبية بين عامي 1422-1427م، جده هو قويورشك خان حفيد أوروس خان [الإنجليزية] ويمتد نسله بشكل مباشر إلى جوجي بن جنكيز خان.
متزوج من «جاغان-بيغوم خانم» ولديه منها 9 أبناء أشهرهم خليفته قاسم خان وبنتين.

## حكمه
قام جانيبك خان مع كيري خان بوضع حجر الأساس لخانية القازاق وتأسيس دولة توحد قبائل الكازاخ المتفرقة التي تسكن في منطقة جيتسو [الإنجليزية]، وبدؤوا هذا بقيادة ثورة ناجحة مكونة من عدة قبائل كازاخية على حكم خانية الأوزبك [الإنجليزية] وزعيمها الشيباني أبو الخير خان [الإنجليزية] في عامي 1465 و1466م وساهم بنجاحها تكوين تحالفات مع عدد من الدول المحيطة التي قدمت لهم الدعم للدفاع عن هدفهم بتأسيس دولة، عرف جانيبك بحكمته لذا أضيفت سابقة (أز؛Әз) إلى إسمه والتي تعني (الحكيم) باللغة القازاقية، تولى حكم خانية القازاق بعد كيري خان عام 1473 وإستمر حتى وفاته 1480م ليخلفه بالسلطة بوروندك بن كيري خان حتى عام 1511م، ثم إبنه قاسم بن جانيبك خان.
لا تعرف تفاصيل سنوات حكمه الأخيرة ولا ظروف موته، فآخر تسجيل مدون فيه اسم جانيبك خان عام 1473م وهو الذكر الأخير له بعد موت كيري خان بسنوات قليلة، لذا يوجد إفتراض لا يمكن الجزم به بأنه توفي في تلك الفترة في إحدى المعارك، إلا أن الرأي السائد هو أنه توفي عام 1480م.

## طالع أيضًا
- خانية القازاق
- كيري خان
- قاسم خان (سلطان)
- محمد شيباني خان
- كازاخ